# Asjmjany
Asjmjany (vitryska: Ашмяны) är en stad i Hrodna voblast i Belarus på gränsen till Litauen.

## Historia
Staden tillhörde ursprungligen storfurstendömet Litauen, men efter Polens delningar i slutet på 1700-talet tillföll staden Ryssland.
Under kejsardömet Ryssland var Asjmjany kretsstad i ryska guvernementet Vilna och hade 7 506 invånare (1900), med en stor judisk befolkning. Efter det Polsk-sovjetiska kriget 1919–1921 tillföll staden Polen, men erövrades av Sovjetunionen 1939 och införlivades då med Vitryska SSR. Åren 1941-44 var staden under nazitysk ockupation och förlorade då större delen av sin judiska befolkning. När Sovjetunionens nya gränser bekräftades efter andra världskriget tvångsförflyttades större delen av stadens polska befolkning till Folkrepubliken Polen.

## Kända invånare
- Lucjan Żeligowski (1865-1947), polsk general och politiker;
- Felix Dzerzjinskij (1877-1926), polsk-sovjetisk tjekist;
- Aleksandr Karsjakevitj (född 1959), sovjetisk handbollsspelare;
- Andrej Barbatjinskij (född 1970), vitrysk handbollsspelare.